# Poiu
Poiu falu Romániában, Erdélyben, Fehér megyében. Közigazgatásilag Bisztra községhez tartozik.

## Fekvése
A Mócvidéken, Bisztra közelében, Dealu Muntelui mellett fekvő település.

## Története
Poiu korábban Dealu Muntelui része volt. 1956 körül vált külön 93 lakossal.
1966-ban 86, 1977-ben 61, 1992-ben 63, 2002-ben pedig 25 román lakosa volt.